# هزاره
هزاره یک یکا یا واحد زمانی است که برابر با هزار سال است. هر هزاره برابر با ده سده و به عدد (۱۰۰۰) است. هزاره نام یکی از گروه قومی بزرگ افغانستان می‌باشد. در زبان فارسی هزاره ممکن است به معنای هزارمین سالگرد یا هزارسالگی یک پدیده یا واقعه نیز به کار رود، مانند: هزاره فردوسی.

## گروه‌های مردمی
هزاره‌ها یکی از اقوام بزرگ افغانستان و جزء اصلی جمعیت آن هستند که در تمام مناطق افغانستان، عمدتاً در مناطق مرکزی افغانستان، موسوم به هزارستان (هزاره‌جات) زندگی می‌کنند.
- هزاره‌های مقیم خارج
- هزاره‌های پنجشیر
- هزاره‌های اروپا
- هزاره‌ها (کتاب)
- هزاره‌های افغانستان (کتاب)
- هزاره‌ها از قتل‌عام تا احیای هویت

## تقویم گریگوری
در تقویم گریگوری، هزاره کنونی سومین هزاره پس از میلاد مسیح به حساب می‌آید. هزاره سوم (میلادی) از سال ۲۰۰۱ شروع شده و پس از هزار سال در پایان سال ۳۰۰۰ به پایان خواهد رسید.
- پیش از میلاد مسیح
  - هزاره چهارم (پیش از میلاد)
  - هزاره سوم (پیش از میلاد)
  - هزاره ۲ (پیش از میلاد)
  - هزاره ۱ (پیش از میلاد)
- پس از میلاد مسیح
  - هزاره ۱ (میلادی)
  - هزاره ۲ (میلادی)
  - هزاره ۳ (میلادی)
  - هزاره ۴ (میلادی)

## تقویم هجری
در تقویم‌های هجری خورشیدی و قمری هم‌اکنون دومین هزاره پس از هجرت محمد است. 

## تقویم پادشاهی ایران
هم اکنون سومین هزاره در تقویم پادشاهی ایران است.